# Observatori Griffith

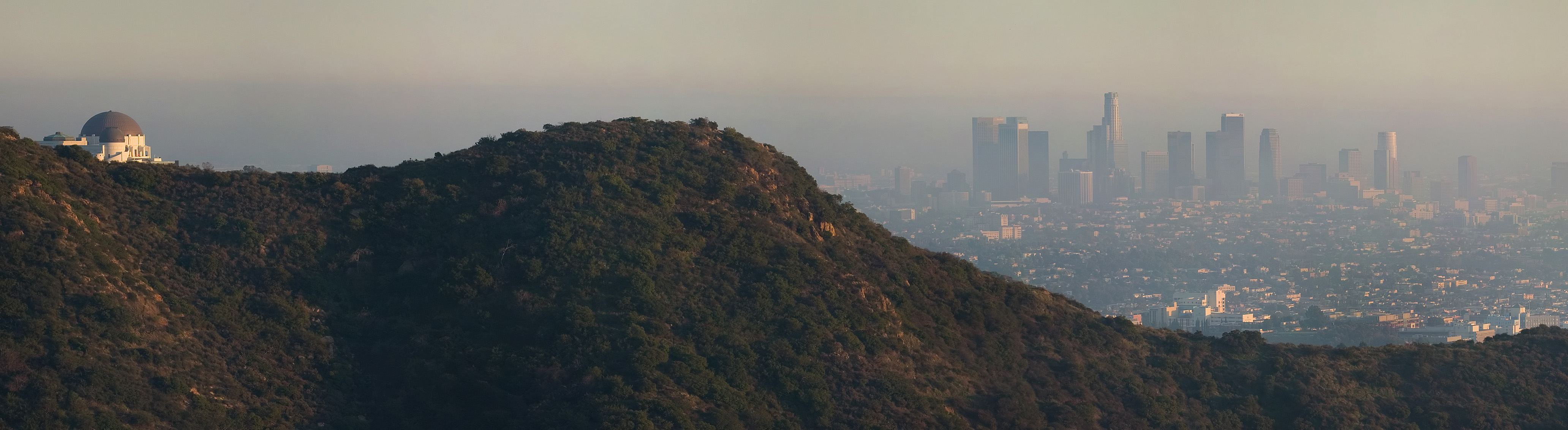
Vista de Los Angeles i l'Observatori Griffith des de Hollywood Hills

L'Observatori Griffith (Griffith Observatory) és un observatori astronòmic a Los Angeles, Califòrnia, EUA. Està ubicat en la zona sud de la Muntanya Hollywood, al Parc Griffith. Té vistes espectaculars del centre de Los Angeles, Hollywood i l'oceà Pacífic. L'observatori és un lloc visitat tant per turistes com per la població local i conté una àmplia selecció d'exposicions relacionades amb el cosmos i la ciència. Fou renovat des del 2002 fins al 2006, ampliant-ne l'espai. Reobrí el 3 de novembre del 2006 al públic.

## Història
El 16 de desembre de 1896, Griffith J. Griffith va donar a la Ciutat de Los Angeles una superfície de 12,20 km² de terres al voltant de l'observatori. Griffith va donar fons per construir un observatori, una sala d'exposicions i un planetari a la terra donada. L'objectiu de Griffith era fer que l'astronomia fos accessible per part del públic, a diferència de la idea imperant que els observatoris estiguessin situats a les muntanyes remotes i restringits als científics.
Griffith va redactar especificacions detallades per a l'observatori. En la redacció dels plans, va consultar amb Walter Adams, el futur director de l'Observatori Mount Wilson i George Ellery Hale, que va fundar (amb Andrew Carnegie) el primer telescopi astrofísic a Los Angeles.
Com a projecte Works Progress Administration (WPA), la construcció va començar el 20 de juny de 1933, utilitzant un disseny desenvolupat per l'arquitecte John C. Austin basat en esbossos preliminars de Russell W. Porter. L'observatori i les exposicions que el van acompanyar es van obrir al públic el 14 de maig de 1935 com a tercer planetari del país.
En els seus primers cinc dies d'operació l'observatori va registrar més de 13.000 visitants. Dinsmore Alter va ser el director del museu durant els seus primers anys. L'edifici combina influències gregues i de belles arts, i l'exterior està decorat amb el patró de la clau grega. Durant la Segona Guerra Mundial, el planetari es va utilitzar per entrenar els pilots en la navegació celeste.
El planetari va ser utilitzat de nou per a aquest propòsit en els anys 60 per formar astronautes del programa Apollo per a les primeres missions lunars.

### Renovacions i exposicions
L'observatori es va tancar el 2002 per a la seva renovació i una important expansió de l'espai expositiu. Va tornar a obrir-se al públic el 3 de novembre del 2006 i se'n va conservar l'exterior art déco. La renovació de 93 milions de dòlars, pagada en gran part per una emissió d'obligacions públiques, va restaurar l'edifici i va substituir l'envellida cúpula del planetari. L'edifici es va ampliar subterràniament, amb exposicions completament noves, una cafeteria, una botiga de regals i el nou espai Leonard Nimoy Event Horizon Theatre.
Un incendi forestal a les muntanyes es va apropar a l'observatori el 10 de maig de 2007.
El 15 d'octubre de 2017, els incendis van arribar a la pista de l'observatori, però es van apagar abans de causar danys estructurals.
El 10 de juliol de 2018, l'Observatori del Parc Griffith va ser evacuat després que un incendi de matolls cremés 25 acres i afectés cotxes, però va ser apagat abans que danyés els edificis.
El 25 de maig de 2008, l'Observatori va oferir als visitants una cobertura en directe de l'aterratge de Phoenix a Mart.
Ed Krupp és l'actual director de l'Observatori.

## Exposicions
La primera exposició de visitants que es va trobar el 1935 va ser el pèndol de Foucault, dissenyat per demostrar la rotació de la Terra. Les exposicions també van incloure un telescopi refractari Zeiss de 12 polzades (305 mm) a la cúpula oriental, un coelostat de triple feix (telescopi solar) a la cúpula oest i un model de relleu de trenta-vuit peus de la regió polar nord de la lluna.
El coronel Griffith va sol·licitar que l'observatori inclogués una mostra sobre l'evolució que es va aconseguir amb l'exposició Cosmochron que incloïa una narració del professor Caltech Chester Stock i una presentació de diapositives. L'exposició sobre l'evolució va existir des de 1937 fins a mitjan dècada de 1960.
També es va incloure en el disseny original un planetari sota la gran cúpula central. Les primeres mostres van tractar temes com la Lluna, els mons del sistema solar i els eclipsis.
El teatre del planetari va ser renovat el 1964 i es va instal·lar un projector Mark IV Zeiss.
El Cafè del final de l'univers, un homenatge al restaurant End of the Universe, és un dels molts cafès dirigits pel famós xef Wolfgang Puck. Una paret a l'interior de l'edifici està coberta amb la imatge més gran astronòmicament exacta que es va construir (152 peus de llarg per 6,6 metres d'altura), anomenada "La gran imatge", que mostra el grup de galàxies de Verge; els visitants poden explorar la imatge altament detallada a l'abast dels braços oa través de telescopis a uns 18 metres. El projector de estrelles Zeiss Mark IV de 1964 va ser reemplaçat per un Universarium Zeiss Mark IX.
L'antic projector del planetari forma part de l'exposició subterrània sobre les maneres en què la humanitat ha visualitzat els cels. Centrat a l'Univers presenta un vídeo immersiu d'alta resolució projectat per un innovador sistema làser desenvolupat per Evans i Sutherland Corporation, juntament amb una simulació de cel nocturn curt projectada pel Zeiss Universarium.
Un equip d'animadors va treballar més de dos anys per crear el programa de 30 minuts. Els actors, que mantenen un orbe brillant, fan la presentació sota la direcció de Chris Shelton. Les entrades per a la mostra es compren separadament a les taquilles de l'observatori. Les entrades es venen per primer cop. Els nens menors de 5 anys són gratuïts, però només admeten el primer espectacle de planetari del dia. Només els membres del grup de suport de l'observatori, Friends Of The Observatory, poden reservar entrades per a l'espectacle del planetari.
L'observatori es divideix en sis seccions: el Wilder Hall of the Eye, el Ahmanson Hall of the Sky, el W.M. Fundació Keck Rotonda Central, Connexió Còsmica, Profunditats Gunther de l'Espai Hall i Mezzanine Edge of Space. El Wilder Hall of the Eye, situat a l'ala est del nivell principal, se centra en eines astronòmiques com ara els telescopis i com van evolucionar al llarg del temps per tal que la gent vegi més a l'espai. Les funcions interactives inclouen una bobina de Tesla i una "Camera Obscura", que utilitza miralls i lents per enfocar la llum a una superfície plana.
La connexió còsmica és un passadís de 150 peus de longitud que connecta l'edifici principal i les àrees d'exhibició subterrània (vegeu més avall) que mostra la història de l'univers i dramatitza el temps que ha passat del big-bang fins als nostres dies fent servir centenars. de peces individuals de joies relacionades amb l'astronomia. La Sala Gunther Profunds of Space és el nivell inferior de l'observatori, dominat per "The Big Picture" i models a escala del sistema solar.
Els planetes (incloent el planeta nano Plutó) es mostren en relació amb la mida del sol, que està representat pel diàmetre de l'esdeveniment Leonard Nimoy, Horizon Theatre. A sota de cada planeta es mostren els fets, així com les escales que indiquen el pes d'una persona en planetes amb una superfície sòlida (o pes a l'altura on la pressió atmosfèrica igualaria una barra).
A més, sota el model de la Terra, hi ha una petita habitació que conté un globus terrestre model gran, un projector de planetari Zeiss més antic i un conjunt de rotlles sismògrafs, incloent un moviment de la sala de seguiment causat pels ocupants. Els altres rotllos s'adjunten a sismògrafs que controlen el moviment al nivell del substrat i indiquen l'activitat sísmica real. A la paret nord de les profunditats de l'espai hi ha "La gran imatge", una fotografia de 46 peus (6,1 m) (la imatge més gran del món) que mostra una part del grup de galàxies de Virgo.
Aquesta imatge va ser presa durant 11 nits al llarg del telescopi Samuel Oschin de 48 polzades a la muntanya de Palomar. També hi ha una estàtua de bronze d'Albert Einstein asseguda en un banc a les Profunditats de l'espai.
Einstein manté el dit índex uns 0,30 m davant el dit per il·lustrar la zona visual de l'espai que es captura a The Big Picture. L'entrevista de l'Edge of Space, que domina les profunditats de Space Hall, se centra més en temes relacionats amb l'astronomia que impliquen els cossos celestes molt més a prop de la Terra, amb exposicions que inclouen exhibicions de meteorits, un simulador d'impacte d'asteroides, una càmera de núvols i espurnes i un globus gran de la Lluna, i amb telescopis que permeten una inspecció més propera del Big Picture.

### Tesla coil
Exposat a l'Observatori es troba una gran bobina de Tesla, anomenada "GPO-1", una de les dues que van ser construïdes el 1910 per Earle Ovington. Ovington, que passaria a la fama com a aviador, dirigia una empresa que construïa generadors d'alta tensió per a dispositius mèdics de raigs X i electroteràpia. A les demostracions públiques dels seus generadors, les espectaculars pantalles van atraure les multituds. Ovington va dissenyar la bobina de l'Observatori per superar una bobina realitzada per Elihu Thomson el 1893 que va generar una espurna de 64 polzades. (Nikola Tesla havia produït secretament espurnes molt més grans el 1899). El projecte va cridar l'atenció d'un funcionari d'Edison Electric Illuminating Company, que va oferir 1.000 dòlars si la bobina es mostrava en un proper programa elèctric al Madison Square Garden, amb la condició que la màquina produiria espurnes de no menys de deu peus de llarg.
La màquina, anomenada "Oscil·lador de milions de volts", es va instal·lar al balcó de la banda amb vistes a la sorra. A la part superior de cada hora, es van apagar les llums de la sala principal i es dispararien espurnes des de la bola de coure a la part superior de la bobina fins a una bobina a joc de 122 centímetres, o fins a una vareta sostinguda per un assistent. L'enginyer en cap de la General Electric Company va estimar que els abocaments eren d'almenys 1.300.000 volts.
Ovington, mort el 1936, va donar les coincidències de Tesla al seu antic company de electroteràpia, Frederick Finch Strong, que el 1937 els va donar a l'Observatori Griffith. L'Observatori tenia espai per exhibir només un dels parells. En aquest moment, la màquina faltava peces, de manera que el personal de l'Observatori Leon Hall el va restaurar amb l'assistència notable de l'expert especialitzat en efectes especials de Hollywood, Kenneth Strickfaden, que va dissenyar els efectes especials de Frankenstein (1931) entre moltes altres pel·lícules.